# Quidam (banda)

Quidam é uma banda da Polônia de rock progressivo fundada em 1991.

## História
A banda tem as suas raízes no trio de hard rock/blues-rock Deep River, uma banda formada por Maciek Meller, Radek Scholl e Rafał Jermakow. Quando Zbyszek Florek e Ewa Smarzyńska juntaram-se à banda, a formação original do Quidam estava completa. Com essa formação foi gravado o álbum de estreia Quidam entre setembro de 1995 e março de 1996. O álbum foi produzido com a participação especial de três membros do Collage: Wojtek Szadkowski, Mirek Gil e Krzysiek Palczewski.

## Músicos

### Atuais
- Zbyszek Florek: teclados, backing vocals
- Bartek Kossowicz: vocais
- Maciek Meller: guitarra, backing vocals
- Maciek Wróblewski: bateria
- Jacek Zasada: flautas, percussão
- Mariusz Ziółkowski: baixo

### Ex-integrantes
- Ewa Smarzyñska: flautas
- Emila Derkowska: vocal, backing vocals
- Rafał Jermakow: bateria, percussão
- Radek Scholl: baixo
- Waldemar Ciechanowski: vocais

## Discografia

### Álbuns de estúdio
- Quidam (1996)
- Sny aniołów (Angels' Dreams) (1998)
- Sny aniołów (Angels' Dreams) (Angels' Dreams - versão polonesa) (1998)
- The Time Beneath The Sky (2002)
- SurREvival (6.06.2005)
- Alone Together (05.11.2007)

### Álbuns ao vivo
- Baja Prog - Live in Mexico '99 (1999)
- The Fifth Season - Live In Concert (DVD) (30.01.2006)
- ...bez półPRĄDU...halfPLUGGED... (09.10.2006)
- The Fifth Season - Live In Concert (09.06.2009)